# Fère-Champenoise

Fère-Champenoise este o comună în departamentul Marne, Franța. În 2009 avea o populație de 2,304 de locuitori.